# John Kirby (avocat)
Pour les articles homonymes, voir John Kirby.
John Joseph Kirby Jr. (22 octobre 1939 - 2 octobre 2019) est un avocat américain. Il est particulièrement connu pour avoir défendu avec succès, en 1984 (Universal City Studios, Inc. v. Nintendo Co., Ltd. (en)) Nintendo contre Universal Studios pour la protection du personnage de Donkey Kong, à la suite de quoi Nintendo a nommé un personnage Kirby en son honneur.
John Kirby est mort le 2 octobre 2019 à l'âge de 79 ans.